# اولیویا موچنا
اولیویا نایمبزی موچنا (زادهٔ ۱۸ اوت ۱۹۴۶) سیاستمدار زیمبابوه‌ای و وزیر سابق آموزش عالی در کابینه زیمبابوه است. وی همچنین به عنوان وزیر توسعه علوم و فناوری و به عنوان وزیر امور زنان فعالیت داشته است.

## اوایل زندگی و تحصیلات
موچنا در دانشگاه ایالتی آیووا تحصیل کرد و با مدرک دکترا در رشته‌های کشاورزی، خردسالان در تغییرات اجتماعی و فناوری فارغ‌التحصیل شد. در اواخر دهه ۱۹۷۰ او عضو هیئت علمی دانشگاه زیمبابوه شد. زمانی که موچنا در سال ۱۹۸۳ کار خود را در دانشگاه زیمبابوه به عنوان استاد دانشگاه آغاز کرد، سمت‌های معاون رئیس و مدرس ارشد را نیز برعهده داشت. هنگامی که سمت وی به عنوان معاون در سال ۱۹۸۵ به پایان رسید، او تا سال ۱۹۹۵ به عنوان استاد دانشگاه باقی ماند.

## سیاست
موچنا در سمت‌های مختلف در دولت زیمبابوه از ریاست دفتر معاون رئیس‌جمهور تا ریاست وزارت کشاورزی خدمت کرده بود. او در طول سمت خود در وزارت کشاورزی، در روند اصلاحات ارضی زیمبابوه فعالیت داشت. هنگامی که در ۱۳ فوریه ۲۰۰۹ دولت وحدت ملی به روی کار آمد، موچنا نیز وزیر امور زنان شد.
در ژوئن ۲۰۱۵، پس از اینکه حزب زانو-پی‌اف او را به دلیل حمایت از جویس موجورو، که سابقاً معاون رئیس‌جمهور زیمبابوه بود، برکنار کرد، موچنا کرسی خود را در مجلس سنای زیمبابوه از دست داد.
او در سال ۲۰۰۳ در فهرست تحریم‌های ایالات متحده قرار گرفت.

## ادبیات
او قطعه ادبی «فقط زنان از عهده آن برمی‌آیند» که در گلچین سال ۱۹۸۴ وجود دارد را با عنوان «خواهرخواندگی جهانی است: گلچین جنبش بین‌المللی زنان» سروده است. این قطعه ادبی توسط رابین مورگان ویرایش شده است.

## دستاوردها
موچنا جوایز متعددی از جمله بورسیه تحصیلی از مؤسسه آفریقا و آمریکا و کمک هزینه تحصیلی از کلاگ اینترنشنال را دریافت کرده است.